# Boris Ivanovitch Kourakine
Pour les autres membres de la famille, voir famille Kourakine.
Le prince Boris Ivanovitch Kourakine (en russe : Борис Иванович Куракин 1676-1727) est un homme d'État et diplomate russe de l'époque de Pierre le Grand, beau-frère de l'empereur Pierre le Grand, ayant épousé la sœur de la tsarine Eudoxie Lopoukhine.

## Biographie
Il est envoyé extraordinaire du tsar près le Saint-Siège en 1705, puis ministre plénipotentiaire à Londres près la reine Anne. Il est nommé régent de l'empire en 1711 pendant la campagne de Turquie. Il est ministre plénipotentiaire au congrès d'Utrecht (1713), ambassadeur auprès des Provinces-Unies. C'est lui qui signe avec le comte Golovkine (chancelier) le traité d'Amsterdam du 15 août 1717, traité d'alliance et de garantie réciproque entre la Russie, la France et la Prusse, la France étant représentée par le marquis de Castagnères, ambassadeur auprès des Provinces-Unies. Le prince Kourakine devient ambassadeur en France à la cour de Versailles et du Régent de 1716 à 1727, poste qu'il conserve jusqu'à sa mort.